# Maryam Myika Day
Maryam Myika Day (* 3. Oktober 1975 in New York City, New York) ist eine US-amerikanische Schauspielerin, Filmproduzentin und Drehbuchautorin.

## Leben
Die Afroamerikanerin Day wuchs in Harlem auf. Sie debütierte als Schauspielerin im Fernsehdrama One Life to Live aus dem Jahr 1994. In den Jahren 2001 bis 2005 trat sie am Broadway im Musical 42nd Street auf, was ihr zusätzlich einen Auftritt in der Fernsehsendung The Lullaby of Broadway: Opening Night on 42nd Street (2001) sicherte. Im Filmdrama Lavender: An Adaptation (2005) übernahm sie die Hauptrolle, außerdem schrieb sie das Drehbuch und produzierte den Film mit. Sie produzierte ebenfalls einige Folgen der seit dem Jahr 2006 ausgestrahlten Fernsehserie Real Moms, Real Stories, Real Savvy und half bei der Produktion des Dokumentarfilms Black Sorority Project: The Exodus (2006). Im März 2006 übernahm sie eine der Hauptrollen im Theaterstück Offspring.
Im Filmdrama Lifted, das seine Weltpremiere im August 2007 auf dem Roxbury Film Festival hatte, spielte sie eine der größeren Rollen. In der Komödie Noise – Lärm! (2007) trat sie an der Seite von Tim Robbins als eine Fernsehreporterin auf.

## Filmografie (Auswahl)
- 1994: One Life to Live
- 2001: The Lullaby of Broadway: Opening Night on 42nd Street
- 2005: Lavender: An Adaptation
- 2007: Fort Pit
- 2007: The Choices We Make
- 2007: Lifted
- 2007: Noise – Lärm! (Noise)